# 印南丈作
印南 丈作（いんなみ じょうさく、1831年8月23日（天保2年7月16日） - 1888年（明治21年）1月7日）は、江戸期及び明治期の実業家。矢板武とともに那須野が原開拓の功労者として知られる。

## 略歴
- 1831年（天保2年） - 下野国都賀郡日光入町本町（現：栃木県日光市）に生まれる。出生名は神山源太郎（かみやま げんたろう）。
- 1850年（嘉永3年） - 那須郡大田原（現：栃木県大田原市）の印南丈七の養子となり、彼の長女・トメと結婚する。
- 1880年（明治13年） - 矢板武とともに那須開墾社を設立、同社社長となる。
- 1885年（明治18年） - 那須疏水開削を実現する。
- 1888年（明治21年） - 現在の那須塩原市三区町の自宅にて死去。
- 1918年（大正7年） - 従五位を追贈された[1]。

## その他
- 那須塩原市の烏森神社に印南丈作頌徳碑が建立されている。